# 海洋委員會海巡署金馬澎分署
海洋委員會海巡署金馬澎分署（英語：Kinmen-Matsu-Penghu Branch, CGA, OAC）（簡稱金馬澎分署），是中華民國海岸執法及巡防救難專責單位，隸屬於海洋委員會海巡署的四級機關。平時負責巡防各港口、沿岸地區、離島查緝走私貨物和毒品、犯罪逃亡的司法警察，戰時亦可成為第一線精銳之戰鬥部隊。分署本部內人員編制，由中華民國軍、警、文職人員擔任。
前身為以原中華民國國防部海岸巡防司令部改制而成的行政院海岸巡防署海岸巡防總局，岸總局本部設在新北市中和區，前身＂海岸巡防司令部＂成立時的成員大部分為原臺灣警備總司令部警備處成員（原警備總部保安處成員大部分轉入海巡署情報處），後期大部分成員已為軍、警、文職人員都有，管轄範圍為台澎金馬地區海岸自海水低潮線以迄高潮線起算五百公尺以內之岸際地區及近海沙洲（如釣魚臺列嶼），分為北中南東四個地區局。管轄範圍之例外情形：如接獲民眾報案檢舉或檢察官調集，單位依案發地點，查緝範圍可延伸至內陸或山腰。
2018年4月28日改制，新成立的「金馬澎分署」則與前身無太大關係了，所轄範圍也僅限於金、馬、澎各外離島而已。

## 沿革

海巡部時期軍旗

海巡部時期徽章

- 1965年，臺灣警備總司令部與臺灣軍管區司令部接替陸軍總司令部執行海岸巡防任務，統籌指揮臺灣海岸線的警戒與檢查。
- 1992年7月，中華民國國防部配合《動員戡亂時期臨時條款》終止而裁轍臺灣警備總司令部。8月1日，陸軍以及海軍陸戰隊和憲兵的部分單位合併成立海岸巡防司令部與地區海岸巡防司令部，接替海岸巡防的任務[3]。11月1日，臺灣軍管區司令部更名為軍管區司令部，全銜「軍管區司令部暨海岸巡防司令部」，為國防部參謀本部直屬單位[4]。
- 2000年1月26日，立法院通過《海岸巡防法》，將分散在國防部、內政部以及財政部的海洋相關事權。至此軍管區司令部、海岸巡防司令部正式分置為獨立機構。1月28日整合海岸巡防司令部、海軍陸戰隊、憲兵、陸軍、空勤總隊等海岸權責單位，成立「行政院海岸巡防署海岸巡防總局」，隸屬於行政院海岸巡防署[5]。
- 2018年4月28日，隨行政院海岸巡防署改制為海洋委員會海巡署而改制為「海洋委員會海巡署金馬澎分署」，另原下轄的機動查緝隊改隸新成立的海巡署偵防分署。

## 歷任首長

#### 海岸巡防總局 總局長
| 任別 | 姓名   | 任職期間                      | 備註                                                                                               |
| ---- | ------ | ----------------------------- | -------------------------------------------------------------------------------------------------- |
| 1    | 葉克新 | 2000年2月1日－2004年11月24日  | 陸軍官校正39期，陸軍中將 原任軍管區司令部暨海岸巡防司令部參謀長 後任行政院海岸巡防署參事           |
| 2    | 賀湘臺 | 2004年11月25日－2010年7月15日 | 陸軍官校正43期，憲兵中將 原任行政院海岸巡防署情報處處長 後任行政院海岸巡防署參事                   |
| 代理 | 蕭文彬 | 2010年7月16日－2010年7月31日  | 通電資訊處處長代理                                                                                 |
| 3    | 楊新義 | 2010年8月1日－2015年5月31日   | 陸軍官校正47期，陸軍中將 原任海岸巡防總局中部地區巡防局局長 2015年5月31日退伍                      |
| 4    | 許績陵 | 2015年6月1日－2018年4月27日   | 憲兵學校專修班70年班，陸軍中將 原任海岸巡防總局北部地區巡防局局長 後任海洋委員會參事、海巡署副署長 |

#### 金馬澎分署 分署長
| 任別 | 姓名   | 任職期間                      | 備註                                                                                                 |
| ---- | ------ | ----------------------------- | --- |
| 1    | 廖德成 | 2018年4月28日－2021年10月31日 | 中央警官學校正科51期，警監二階 原任海洋巡防總局主任秘書 後任海巡署艦隊分署分署長                     |
| 2    | 謝慶欽 | 2021年11月1日－2024年1月      | 中央警官學校正科54期，警監二階 原任海巡署艦隊分署分署長 後任海巡署督察組組長、海洋委員會海巡署副署長 |
| 3    | 陳泗川 | 2024年1月－現任               | 中央警官學校正科59期，警監二階 原任海巡署後勤組組長                                                  |

## 組織

### 分署本部
- 分署長1人（簡任第十一職等至第十二職等、警監或少將）
  - 副分署長2人（簡任第十職等至第十一職等、警監、少將或上校）
  - 主任秘書1人（薦任第九職等至簡任第十職等、警監、上校或中校）

#### 業務單位
- 巡防科
- 檢管科
- 後勤科
- 通電資訊科
- 督察科
- 勤務指揮中心
- 秘書室
- 人事室
- 主計室

### 第九岸巡隊（金門）

##### 機動巡邏站
- 第一機動巡邏站（五龍山）

- 第二機動巡邏站（湖下）
- 第三機動巡邏站（精誠）

##### 安檢所
- 大膽安檢所（大膽島）
- 新湖漁港安檢所（新湖漁港）
- 料羅商港安檢所（金門港料羅港區）
- 復國墩漁港安檢所（復國墩漁港）
- 水頭商港安檢所（金門港水頭港區）
- 九宮商港安檢所（金門港九宮港區）
- 烏坵漁港安檢所（烏坵）

### 第一零岸巡隊（馬祖）

##### 機動巡邏站
- 第一機動巡邏站（下腰山）
- 第二機動巡邏站（橋仔）

##### 安檢所
- 福澳安檢所（福澳漁港）
- 橋仔安檢所（北竿鄉）
- 青帆安檢所（西莒青帆港）
- 猛澳安檢所（東莒猛澳港）
- 中柱安檢所（中柱漁港）

### 第七岸巡隊（澎湖）

#### 第七二岸巡中隊

##### 機動巡邏站
- 第一機動巡邏站（講美）
- 第二機動巡邏站（興仁）
- 第三機動巡邏站（鎖港）

##### 安檢所
- 菜園漁港安檢所（菜園漁港、石泉漁港、前寮漁港）
- 馬公漁港安檢所（馬公第三漁港、案山漁港、安宅漁港）
- 馬公商港安檢所（馬公商港）
- 西衛漁港安檢所（西衛漁港、重光漁港）
- 烏崁漁港安檢所（烏崁漁港）
- 鎖港漁港安檢所（鎖港漁港、五德漁港、鐵線漁港）
- 山水漁港安檢所（山水漁港）
- 蒔裡前安檢所（嵵裡漁港、井垵漁港）
- 風櫃東漁港安檢所（風櫃東漁港、風櫃西漁港）
- 尖山漁港安檢所（尖山漁港）
- 龍門漁港安檢所（龍門漁港）
- 果葉漁港安檢所（菓葉漁港）
- 南北寮漁港安檢所（南、北寮漁港、白坑漁港）
- 紅蘿漁港安檢所（紅蘿漁港、青螺漁港、西溪漁港）
- 潭門漁港安檢所（潭門漁港、水垵漁港、中社漁港）
- 將軍南漁港安檢所（將軍南漁港、將軍北漁港）
- 七美漁港安檢所（七美漁港）
- 沙港漁港安檢所（沙港東漁港、沙港中漁港、沙港西漁港、中西漁港、成功漁港、中屯漁港、潭邊漁港）
- 岐頭漁港安檢所（岐頭漁港、講美漁港、城前漁港）
- 赤崁漁港安檢所（赤崁漁港、後寮漁港、瓦硐漁港）
- 通樑漁港安檢所（通樑漁港）
- 小門漁港安檢所（小門漁港）
- 竹灣漁港安檢所（竹灣漁港、橫礁漁港、合界漁港）
- 赤馬漁港安檢所（赤馬漁港、大菓葉漁港）
- 大池漁港安檢所（大池漁港、池西漁港）
- 內垵北漁港安檢所（內垵北漁港）
- 內垵南漁港安檢所（內垵南漁港）
- 外垵漁港安檢所（外垵漁港）
- 吉貝漁港安檢所（吉貝漁港）
- 鳥嶼漁港安檢所（鳥嶼漁港）
- 大倉漁港安檢所（大倉漁港）
- 員貝漁港安檢所（員貝漁港）
- 東嶼坪漁港安檢所（東嶼坪漁港）
- 東吉漁港安檢所（東吉漁港）
- 花嶼漁港安檢所（花嶼漁港）
- 桶盤漁港安檢所（桶盤漁港）
- 虎井漁港安檢所（虎井漁港）

## 外部連結
- 海洋委員會海巡署金馬澎分署 （页面存档备份，存于）（繁體中文）（英文）